# جيل آدامز
جيل آدامز (بالإنجليزية: Jill Adams)‏ هي عارضة ورسامة وصاحبة مطعم وممثلة بريطانية، ولدت في 22 يوليو 1930 بلندن في المملكة المتحدة، وتوفيت في 13 مايو 2008 في البرتغال بسبب سرطان.

## وصلات خارجية
- جيل آدامز على موقع IMDb (الإنجليزية)
- جيل آدامز على موقع قاعدة بيانات الفيلم (الإنجليزية)